# Heinrich Pfeil (Jurist)
Heinrich Pfeil (* 22. Oktober 1880 in Memleben im Burgenlandkreis; † im 20. Jahrhundert) war ein deutscher Jurist und Präsident des Landgerichts Wiesbaden.

## Leben
Heinrich Pfeil wurde als Sohn eines Pfarrers geboren und absolvierte ein Studium der Rechtswissenschaft an der Universität Halle, das er mit dem Zweiten juristischen Staatsexamen am 8. Februar 1909 abschloss. Seit 1899 gehörte er der Burschenschaft Alemannia auf dem Pflug Halle an. Zunächst als Gerichtsassessor im Bezirk des Oberlandesgerichts Naumburg beschäftigt, erhielt er am 16. September 1918 eine Anstellung als Richter am Amtsgericht Suhl. Am 1. Februar 1922 wurde er Amtsgerichtsrat beim Amtsgericht Eckartsberga und nach dreijähriger Tätigkeit zum 1. Dezember 1924 zum Oberlandesgerichtsrat am Oberlandesgericht Naumburg befördert. Im Juni 1933 wurde er zum Senatspräsidenten am Oberlandesgericht Frankfurt ernannt und erhielt am 1. Oktober 1933 die Berufung zum Präsidenten des Landgerichts Wiesbaden. Bereits nach drei Jahren verließ er diese Stelle und übernahm als Präsident des Landgerichts Bielefeld die Leitung der Justizbehörde. Dort blieb er bis zu seiner Entlassung durch die amerikanische Besatzungsmacht.
Eine Zugehörigkeit zur NSDAP ist nicht belegt, jedoch zeigte Pfeil sich dem Regime willfährig. 
Das wird deutlich in seinem Schreiben vom 7. August 1933 an das preußische Justizministerium bezüglich der Ablehnung der Anwaltschaft des Franz Calvelli-Adorno zum  Land- und Amtsgericht Frankfurt. Wegen seiner jüdischen Abstammung wurde Calvelli-Adorno von den NS-Machthabern aus dem Amt gedrängt. In dem Schreiben ist ausgeführt „...Es dürfte daher nicht angängig sein, gerade Frankfurt a. Main mit einem nichtarischen Rechtsanwalt zu belasten ...“.